# Памятник Комсомолу Урала
Па́мятник Комсомо́лу Ура́ла — монумент уральскому Комсомолу в Екатеринбурге авторства скульптора П. А. Сажина и архитектора Г. И. Белянкина. Открыт 10 января 1959 года на Комсомольской площади.

## История
После революционных событий и расстрела царской семьи в Екатеринбурге площадь на вершине Вознесенской горки получила название «Площадь Народной мести». В 1920 году с Кафедральной площади на площадь Народной мести перенесли бюст Карла Маркса работы С. Д. Эрьзи. В 1932 году на его месте была установлена скульптурная композиция «15 лет вооружённому комсомолу».
В 1957 году был объявлен конкурс на проектирование памятника «Героическому комсомолу Урала». В конкурсном задании было подчёркнуто, что «идейно-художественное содержание монумента должно отражать величие трудовых и боевых подвигов, энергию, жизнерадостность и устремлённость комсомола в борьбе за построение коммунизма». Место для памятника было выбрано на Комсомольской площади в память о прошедшем 25 ноября 1917 года в здании усадьбы Расторгуевых — Харитоновых 1-м съезде социалистического Союза рабочей молодёжи Урала, на котором была утверждена программа, устав организации, а также был избран областной комитет.
В конкурсе победил проект скульптора П. А. Сажина и архитектора Г. И. Белянкина. Монумент был открыт на Комсомольской площади 10 января 1959 года. Открытие сопровождалось митингом. В этом же году площадь Народной мести была переименована в Комсомольскую.

## Описание
Монумент изображает смело идущих вперёд и в ногу девушку и юношу в форме физкультурников со знаменем. Идея марша символизирует организованность передовой советской молодёжи в рамках уже устаревавшей к тому времени плакатной эстетики. Постамент высотой 6,5 метров состоит из блоков серого гранита, которые в основании переходят в скалу. На фасаде установлены вертикальные элементы из стали. Бронзовые фигуры высотой 4 метра (со знаменем — 6 метров) были отлиты на Мытищинском заводе художественного литья, постамент изготавливался на Сибирском каменном карьере Свердловского управления благоустройства. Полосы из нержавеющей стали были изготовлены на Уралмашзаводе.
На фоне зданий Вознесенской церкви и усадьбы Расторгуевых — Харитоновых памятник Комсомолу Урала теряется в пространстве Вознесенской горки, несмотря на значительные размеры.

## Галерея

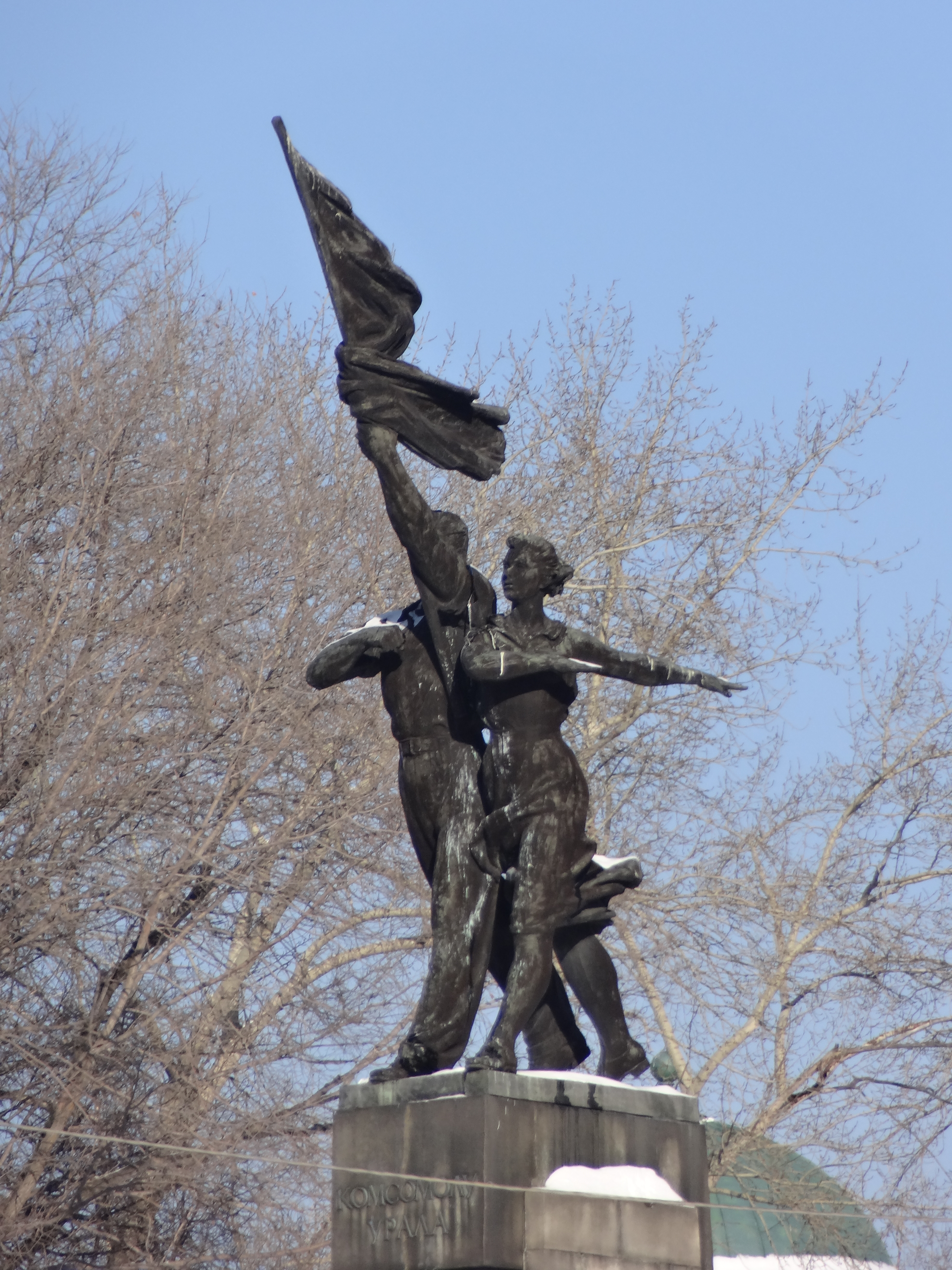
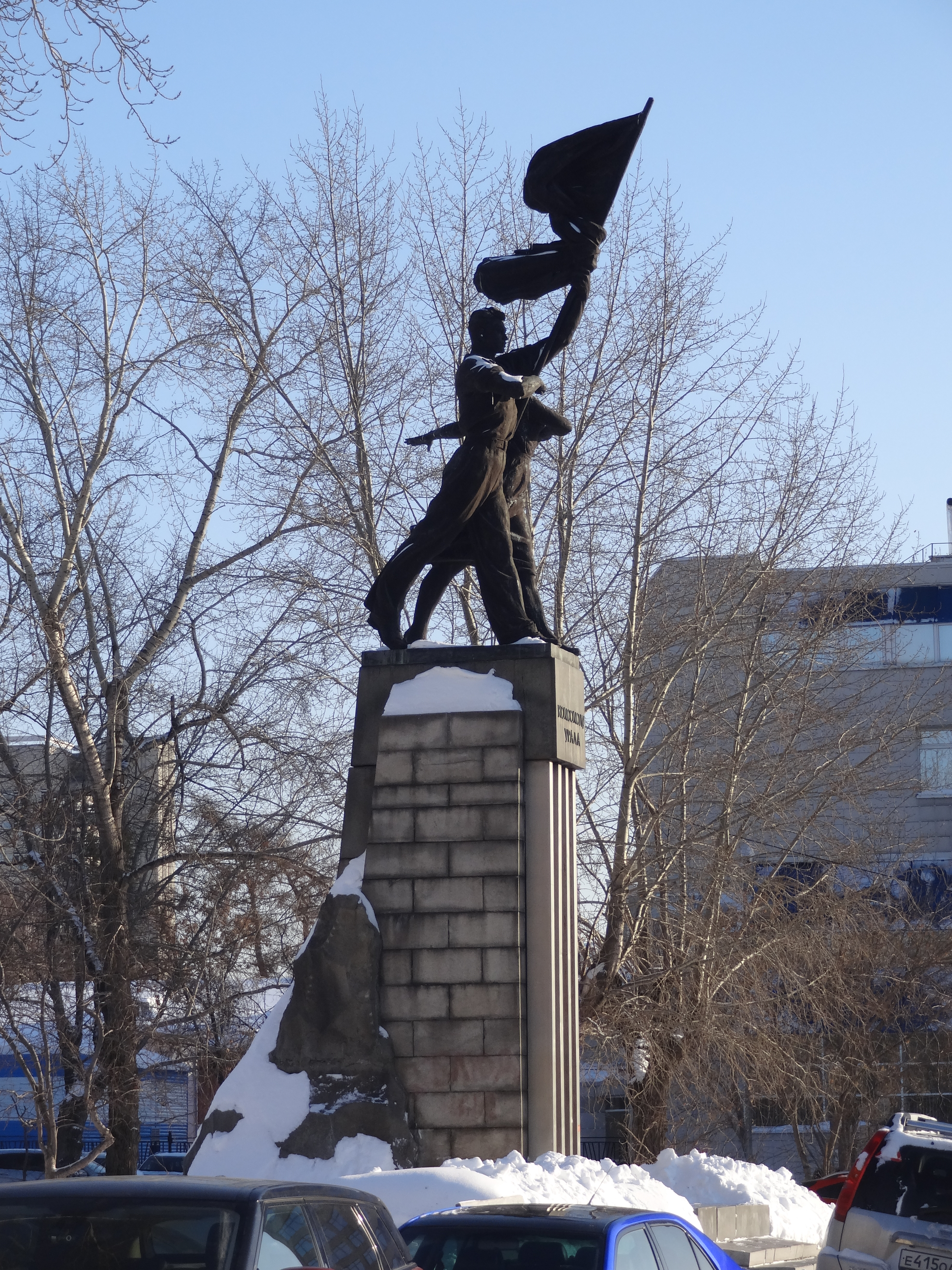
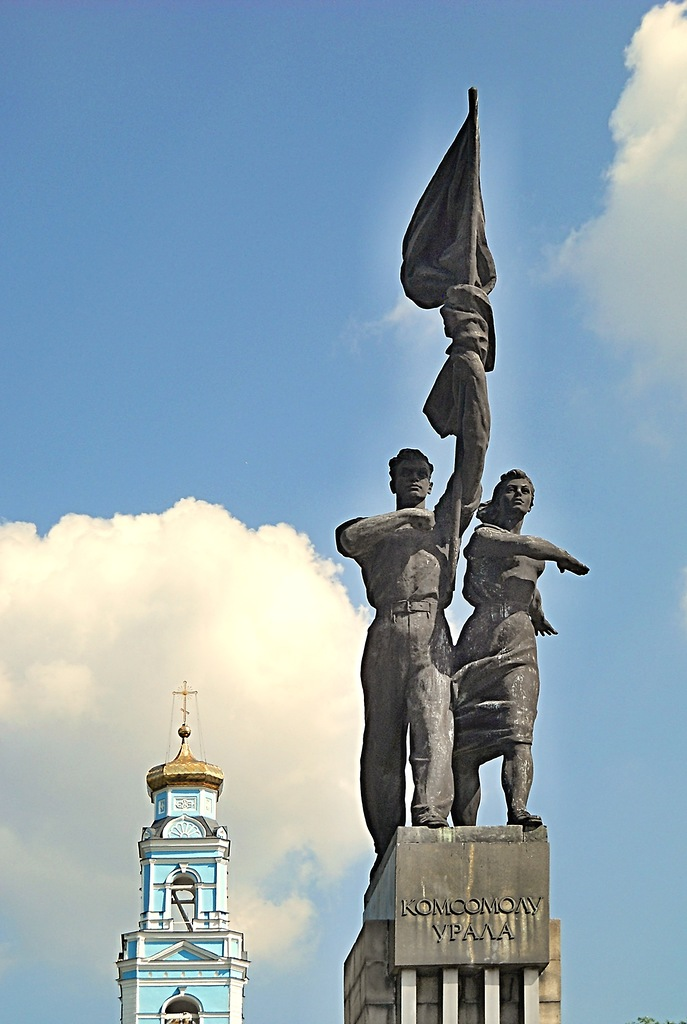
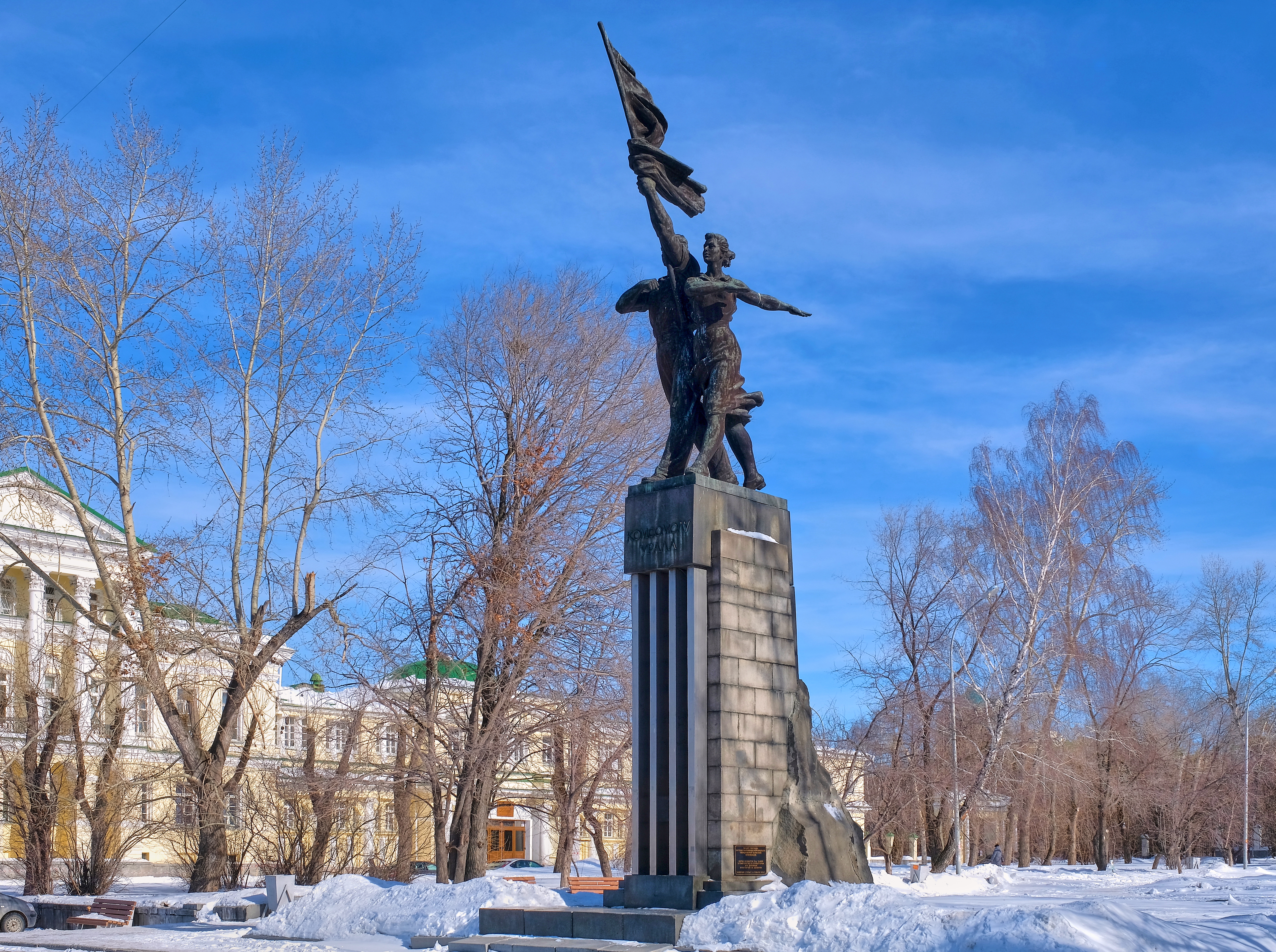
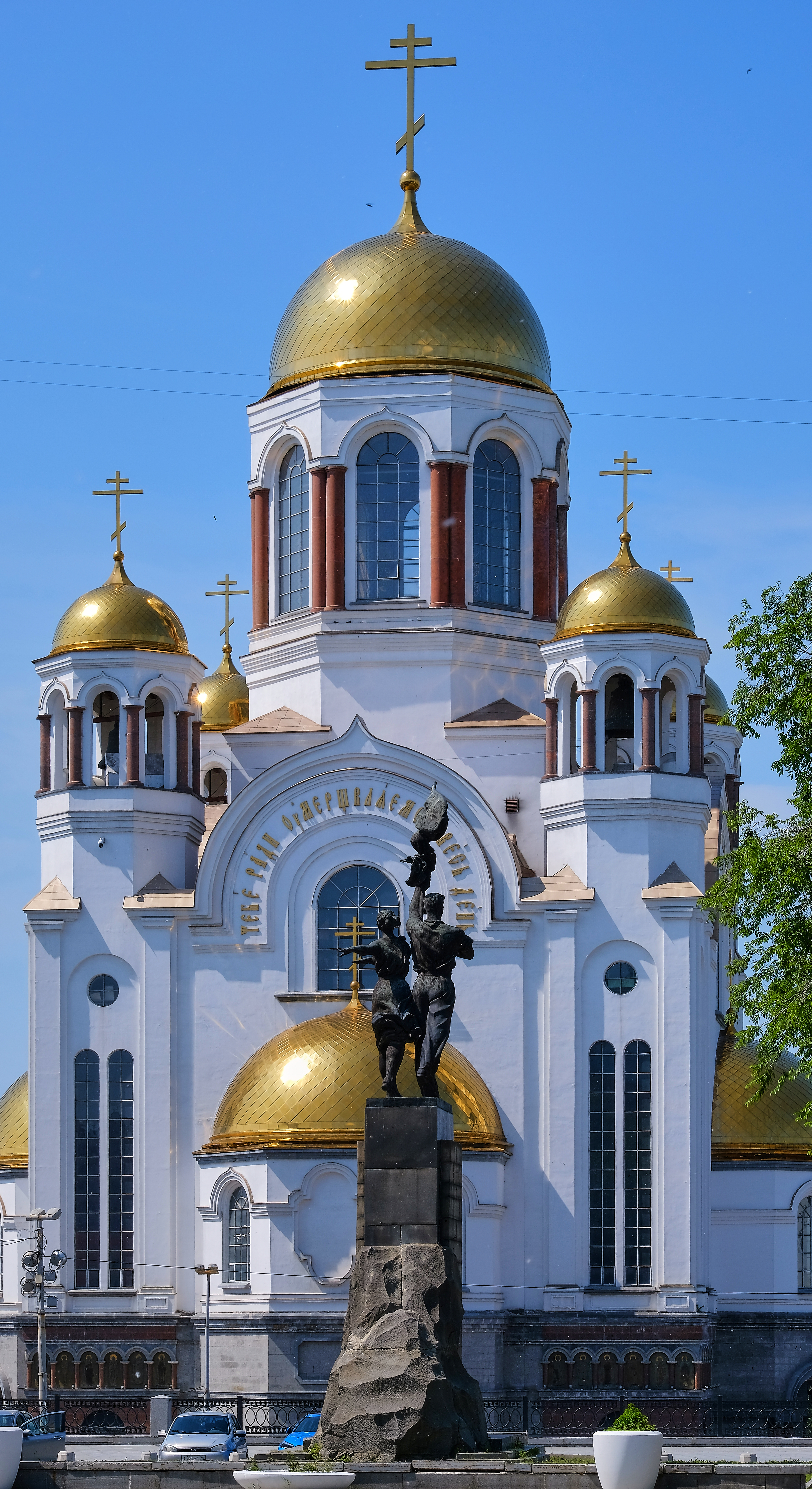
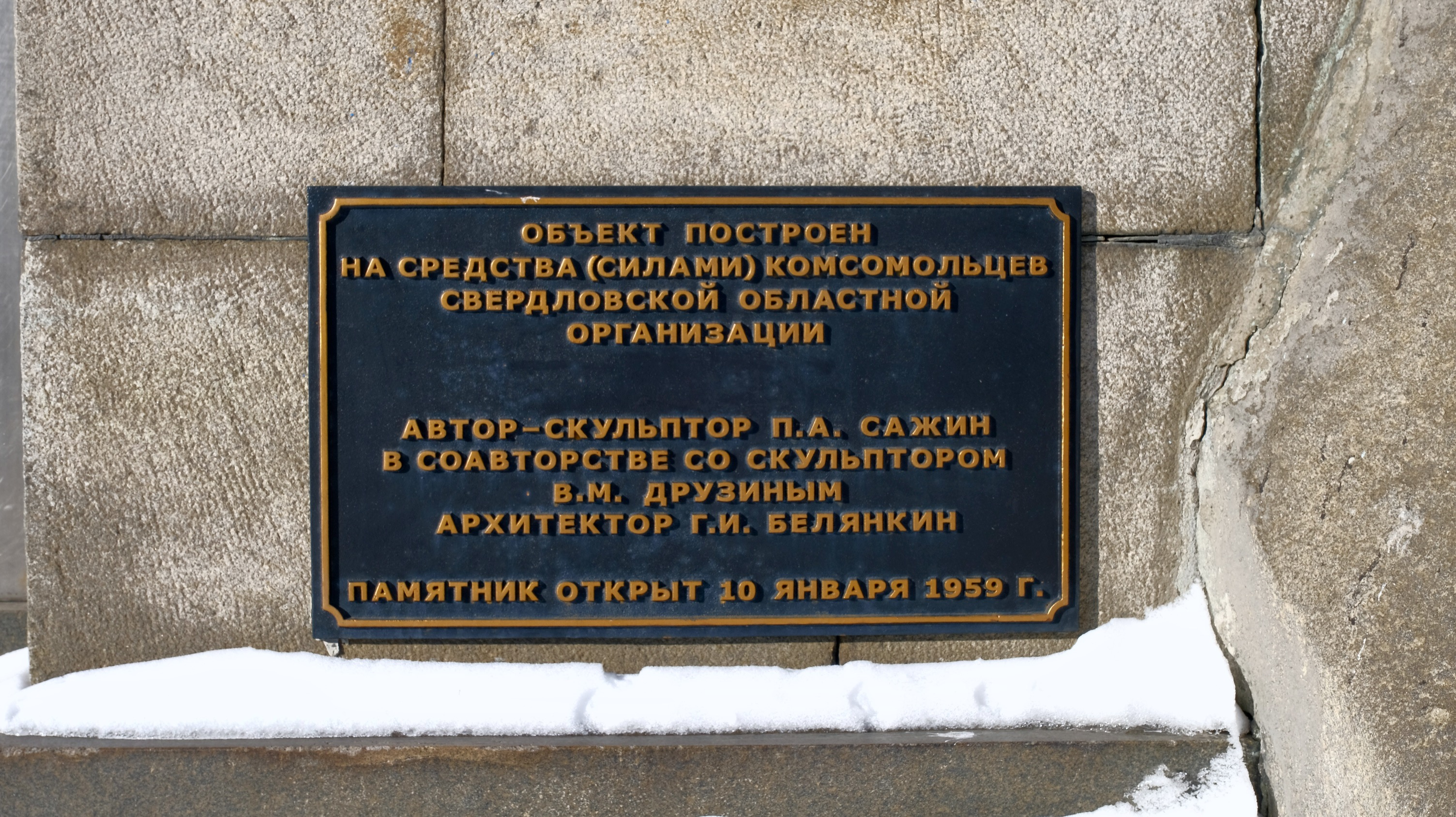